# Apanteles ricini
Apanteles ricini är en stekelart som beskrevs av Bhatnagar 1948. Apanteles ricini ingår i släktet Apanteles och familjen bracksteklar. Inga underarter finns listade i Catalogue of Life.